# Chiesa di San Pietro (Berbenno)
La chiesa di San Pietro conosciuta come San Piro è un luogo di culto cattolico, si trova sulla parte più alta del Monte Poren, località detta Caì Possero di Berbenno, ed è la chiesa più antica della Valle Imagna. La particolarità è avere la torre campanaria distanziata dalla chiesa circa cinquanta metri.

## Storia
L'edificio di culto è posto in una posizione molto dislocata dalla località di Berbenno, ed è conosciuto come chiesa di San Piro. L'edificio risalente forse al XIII secolo, fu edificato per volontà della confraternita di San Pietro; la sua presenza è documentata in un atto del 1353. Il secolo successivo era gestita da un romito che viveva in un'abitazione vicina al luogo di culto e che era autonomo grazie alla coltivazione di ortaggi.

Una ricostruzione fu attuata nel Cinquecento, nelle forme poi conservate. Il vescovo di Bergamo Pietro Lippomano la visitò e consacrò nel 1538. Durante la visita diocesana dell'autunno del 1575, di san Carlo Borromeo arcivescovo di Milano, visitò la chiesa l'11 ottobre, nella relazione fu indicata come chiesa campestre. Durante la peste del 1630 fu luogo di sepoltura di morti appestati. Nel registro dello Stato del Clero della diocesi di Bergamo, la chiesa è inserita come sussidiaria della parrocchiale di Sant'Antonio e citata come: “San Pietro apostolo sul Monte Poren”.

L'edificio fu ricostruito nel 1724 come indicato sull'epigrafe presente sula porta d'accesso 
ANNO …DNI. ECO/PETRUS…B…MANSON/FECI. ANNO. MDCCXXIV
La ricostruzione fu affidata al capomastro Pietro Manzoni.

## Descrizione

### Esterno
La chiesa è un'importante testimonianza di arte romanica nel territorio della valle Imagna.
Il luogo è accessibile percorrendo una mulattiera e raggiungendo l'altitudine di 1000 m s.l.m.. La lontananza del campanile alla chiesa e la semplicità degli stilemi medioevali, potrebbero confondere circa la destinazione del fabbricato che ha la croce ferrea posta al culmine del tetto. Il territorio che collega le due strutture fu destinato a luogo di sepoltura durante la peste del 1630 dei defunti di Berbenno.
Il fronte principale molto sobria ha centrale l'accesso principale con contorno in pietra. L'edificio ha il classico orientamento liturgico con abside a est. Due piccole finestre rettangolari con inferriate sono poste lateralmente all'ingresso, atte a illuminare l'aula. Il tetto aveva originariamente la copertura in lastre di pietra locale sovrapposte, poi sostituite con lastre in cemento durante i restauri del XX secolo. La parte posteriore dell'edificio si presenta su tre livelli seguendo l'andamento del sedime ed era a uso civile.

### Campanile
La torre campanaria, dall'altezza di circa venti metri, è un elemento architettonico di notevole interesse, e si trova sul confine più a sud del paese in prossimità di Sant'Omobono Terme. È in pietra locale con la base ampia e aggettante, atta a reggere l'intera struttura, con un'apertura d'ingresso e la cornice marcapiano in pietre stondate sulla parte superiore, che anticipa le quattro monofore. La parte termina con una serie di cornici aggettanti che reggono la copertura a lastre calcaree sovrapposte come era tradizione nel territorio della Valle Imagna. Il campanile originariamente era una torre di avvistamento medioevale, di costruzione più antica della chiesa.

### Interno
L'interno è a unica navata molto semplice, a pianta rettangolare con un'unica cappella sul lato sinistro intitolata alla Madonna della Cintura', completa di altare ligneo con la pala d'altare coronata da due angeli e dall'immagine di san Michele Arcangelo. La copertura è a travi a vista. L'aula è illuminata dalle due piccole apertura poste sulla facciata e due sul lato a sud. 
La zona presbiteriale è anticipata dall'arco trionfale a sesto acuto e rialzata da un gradino in pietra. I dipinti conservati sono opera cinquecentesca di Andrea Previtali e di Pietro Ronzelli, quest'ultimo datato 1611.